# Abelardo Rondón
Abelardo Rondón Vásquez (* 18. März 1964 in Zapatoca) ist ein ehemaliger kolumbianischer Radrennfahrer und nationaler Meister im Radsport.

## Sportliche Laufbahn
Rondón war Straßenradsportler. Als Amateur gewann er 1982 eine Etappe der Vuelta a Costa Rica und die Bergwertung des Etappenrennens. 1986 siegte er in der nationalen Meisterschaft im Straßenrennen vor Israel Corredor und gewann eine Etappe der Vuelta a España, 1987 holte er einen Etappensieg in der Tour de l’Avenir und wurde 25. der Gesamtwertung, 1986 wurde er 63., 1987 16. im Endklassement.
Von 1986 bis 1993 war er Berufsfahrer. Er war unter anderem Domestik für Miguel Indurain und Gianni Bugno. Rondón bestritt alle Grand Tours.
| Grand Tour            | 1986 | 1987 | 1988 | 1989 | 1990 | 1991 | 1992 | 1993 |
| --------------------- | ---- | ---- | ---- | ---- | ---- | ---- | ---- | ---- |
| Vuelta a EspañaVuelta | 52   | –    | –    | –    | 46   | –    | –    | –    |
| Giro d’ItaliaGiro     | –    | –    | –    | –    | –    | –    | 43   | 22   |
| Tour de FranceTour    | DNF  | –    | –    | 28   | –    | 12   | 55   | DNF  |

Bei den UCI-Straßen-Weltmeisterschaften wurde Rondón 1991 49., 1992 70., 1988 und 1989 schied er aus.